# بلامی (آلاباما)
بلامی (به انگلیسی: Bellamy) شهرکی در شهرستان سامتر ایالت آلاباما است که مساحت آن ۹٫۸۹ کیلومترمربع است و در سرشماری سال ۲۰۱۰ میلادی، ۵۴۳ نفر جمعیت داشته و تراکم جمعیتی آن، ۵۴٫۹ در کیلومترمربع بوده است.